# Saint-Germain-de-Calberte
Saint-Germain-de-Calberte is een gemeente in het Franse departement Lozère (regio Occitanie) en telt 469 inwoners (2004). De plaats maakt deel uit van het arrondissement Florac.

## Geografie
De oppervlakte van Saint-Germain-de-Calberte bedraagt 39,8 km², de bevolkingsdichtheid is 11,8 inwoners per km².
De onderstaande kaart toont de ligging van Saint-Germain-de-Calberte met de belangrijkste infrastructuur en aangrenzende gemeenten.

## Demografie
Onderstaande figuur toont het verloop van het inwonertal (bron: INSEE-tellingen).